# جلان واترس
جلان واترس (بالإنجليزية: Glen Waters)‏ (3 مايو 1943 في أستراليا - ) هو لاعب كريكت أسترالي. لعب مع فريق تسمانيا للكريكت.

## وصلات خارجية
- جلان واترس على موقع إي آس بي آن كريك إنفو (الإنجليزية)